# Badminton-Jugendeuropameisterschaft 2014
Die Badminton-Jugendeuropameisterschaft 2014 für Sportler der Altersklasse U17 fand vom 15. bis zum 23. März 2014 in Ankara statt.

## Sieger und Platzierte
| Disziplin    | Gold | Silber | Bronze |
| ------------ | --- | --- | --- |
| Herreneinzel | Anders Antonsen | Toma Junior Popov | David King |
| Herreneinzel | Anders Antonsen | Toma Junior Popov | Wolfgang Gnedt |
| Dameneinzel  | Yvonne Li | Ira Banerjee | Julie MacPherson |
| Dameneinzel  | Yvonne Li | Ira Banerjee | Clara Azurmendi |
| Herrendoppel | Matthew Clare Ben Lane | Rodion Alimov Alexandr Kozyrev | Bjarne Geiss Daniel Seifert |
| Herrendoppel | Matthew Clare Ben Lane | Rodion Alimov Alexandr Kozyrev | Joel Eipe Jeppe Bay |
| Damendoppel  | Katarina Galenić Maja Pavlinić | Ira Banerjee Jessica Pugh | Kader İnal Fatma Nur Yavuz |
| Damendoppel  | Katarina Galenić Maja Pavlinić | Ira Banerjee Jessica Pugh | Cecilie Finne-Ipsen Julie Dawall Jakobsen |
| Mixed        | Ben Lane Jessica Pugh | Rodion Alimov Alina Davletova | Ditlev Jæger Holm Cecilie Finne-Ipsen |
| Mixed        | Ben Lane Jessica Pugh | Rodion Alimov Alina Davletova | Melih Turgut Fatma Nur Yavuz |
| Teams        | Dänemark (Anders Antonsen, Joel Eipe, Mikkel Enghøj, Ditlev Jæger Holm, Jeppe Bay, Julie Dawall Jakobsen, Cecilie Finne-Ipsen, Amalie Hertz Hansen, Julie Ormstrup Jensen) | England (Matthew Clare, David King, Ben Lane, Oliver Thompson, Ira Banerjee, Nicola Gresty, Elizabeth McMorrow, Devon Minnis, Jessica Pugh) | Frankreich (Baptiste Azais Davy, Gregor Dunikoswski, Nathan Laemmel, Marc Laporte, Vincent Medina, Jimmy Noblecourt, Toma Junior Popov, Emilie Beaujean, Joanna Chaube, Lole Courtois, Delphine Delrue, Verlaine Faulmann, Yaëlle Hoyaux, Katia Normand)                                                                    |
| Teams        | Dänemark (Anders Antonsen, Joel Eipe, Mikkel Enghøj, Ditlev Jæger Holm, Jeppe Bay, Julie Dawall Jakobsen, Cecilie Finne-Ipsen, Amalie Hertz Hansen, Julie Ormstrup Jensen) | England (Matthew Clare, David King, Ben Lane, Oliver Thompson, Ira Banerjee, Nicola Gresty, Elizabeth McMorrow, Devon Minnis, Jessica Pugh) | Türkei (Ömer Altinkopru, Oktay Aydin, Emre Comert, Burakhan Corapci, Fethican Degirmenci, Nazım Delen, Serhat Salim, Melih Turgut, Baran Yuksel, Betul Baskan, Kevser Cekdemir, Buse Ceylan, Aliye Demirbağ, Emine Demirtas, Yaren Dolcu, Kader İnal, Aybuke Tunc, Büşra Ünlü, Pinar Usluer, Fatma Nur Yavuz, Gulcin Yesil) |

## Endstand Mannschaften
- 1.  Dänemark
- 2.  England
- 3.  Türkei
- 3.  Frankreich
- 5.  Russland
- 5.  Deutschland
- 5.  Slowenien
- 5.  Schweden
- 9.  Estland
- Spanien
- Israel
- Polen
- Niederlande
- Ungarn
- 17.  Ukraine
- Österreich
- Tschechien
- Rumänien
- Schweiz
- Schottland
- Zypern
- 25.  Litauen
- Norwegen
- Italien
- Bulgarien
- Belgien
- Finnland
- Island
- 32.  Slowakei
- Kroatien
- Lettland